# Kapitel Elf
Kapitel Elf ist das zweite Album der deutschen Rockmusikgruppe Keimzeit. Die Lieder wurden im Januar und Februar 1991 im Funkhaus Berlin eingespielt. Das Album wurde noch im gleichen Jahr veröffentlicht. 
Die meisten der 12 Lieder zeigen noch die musikalische Verwurzelung der Band im DDR-Bluesrock, vor allem Eisenbahner und Wiedersehn. Die Texte von Frontmann Norbert Leisegang – manchmal geradlinig, manchmal schrullig, manchmal hochgradig poetisch – sind, wie schon auf dem Debüt-Album Irrenhaus, geprägt von Reflexionen im unmittelbaren Lebensumfeld (Ich bin krank) und von Liebe (Maggie, Farben). Nach der Wiedervereinigung Deutschlands gelingt es Leisegang jedoch auch, die neuen gesellschaftlichen Zustände kritisch unter die Lupe zu nehmen (Zu wenig, Reiches Land). Keimzeit untermauern damit – wenn auch zunehmend ungewollt – ihren Status als identitätsstiftende "Ost-Band". Aufgrund der Reisefreiheit nach der Öffnung der Mauer finden sich weitere Horizonterweiterungen (Singapur, Amsterdam). Der Texter begnügt sich dabei aber nicht mit oberflächlichen Reisebeschreibungen, sondern nutzt die neuentdeckten Orte als Metaphern, um neugewonnene Lebensweisheiten zu artikulieren. 
Auf Kapitel Elf wird Ralf Benschu (Saxophon, Flöte, Klarinette) erstmals als festes Bandmitglied erwähnt. Auf dem Debüt-Album Irrenhaus war er noch als Gastmusiker verzeichnet. Die große Erweiterung der Klangfarbe der Band durch sein Spiel wird vor allem bei Amsterdam deutlich. 

## Gastmusiker
- Ralf Schuldt (Mundharmonika)
- Ronald Hänsch (Trompete)
- Christian Raake (Tenor-Saxophon)
- Uwe Langer (Horn)

## Titelliste
1. Kapitel Elf – 3:12
2. Zu wenig – 5:12
3. Singapur – 5:25
4. Eisenbahner – 2:57
5. Blind – 4:23
6. Reiches Land – 3:49
7. Farben – 3:41
8. Amsterdam – 4:25
9. Gold für einen Ring – 4:19
10. Ich bin krank – 3:02
11. Maggie – 3:20
12. Wiedersehn – 2:21

## Singleauskopplungen (Auswahl)
Maggie
- (7"-Vinyl-Single, Hansa/BMG, 1991)
  - A: Maggie (Album-Version)
  - B: Farben (Album-Version)

Zu wenig
- (7"-Vinyl-Single, Hansa/BMG, 1991)
  - A: Zu wenig (Album-Version)
  - B: Amsterdam (Album-Version)

Maggie
- (5"-Maxi-CD, Hansa/BMG, 1991)
  - 1. Maggie (Album-Version)
  - 2. Farben (Album-Version)
  - 3. Singapur (Album-Version)